# Résolution 1323 du Conseil de sécurité des Nations unies
Membres permanents
- Chine
- États-Unis
- France
- Royaume-Uni
- Russie

Membres non permanents
- Argentine
- Bangladesh
- Canada
- Jamaïque
- Malaisie
- Mali
- Namibie
- Pays-Bas
- Tunisie
- Ukraine

Résolution no 1322 Résolution no 1324
La Résolution 1323 du Conseil de sécurité des Nations unies fut adoptée à l'unanimité le 13 octobre 2000. Après avoir rappelé les résolutions précédentes sur la République Démocratique du Congo, le Conseil a prorogé le mandat de la Mission de l'Organisation des Nations unies en République démocratique du Congo (MONUC) jusqu'au 15 décembre 2000.
Le Conseil de sécurité a déploré la poursuite des hostilités en République démocratique du Congo, le manque de coopération avec les Nations unies et le manque de progrès vers un dialogue national. Il s'est dit préoccupé par les conséquences du conflit sur la situation humanitaire et des droits de l'homme dans le pays, y compris l'exploitation illégale des ressources naturelles. Prenant la parole lors de la réunion, les membres du Conseil ont déclaré que des progrès devaient être accomplis en ce qui concerne les résolutions précédentes sur le conflit dans les deux mois, avec des menaces de mettre fin à la MONUC.